# Baldassare Maggi

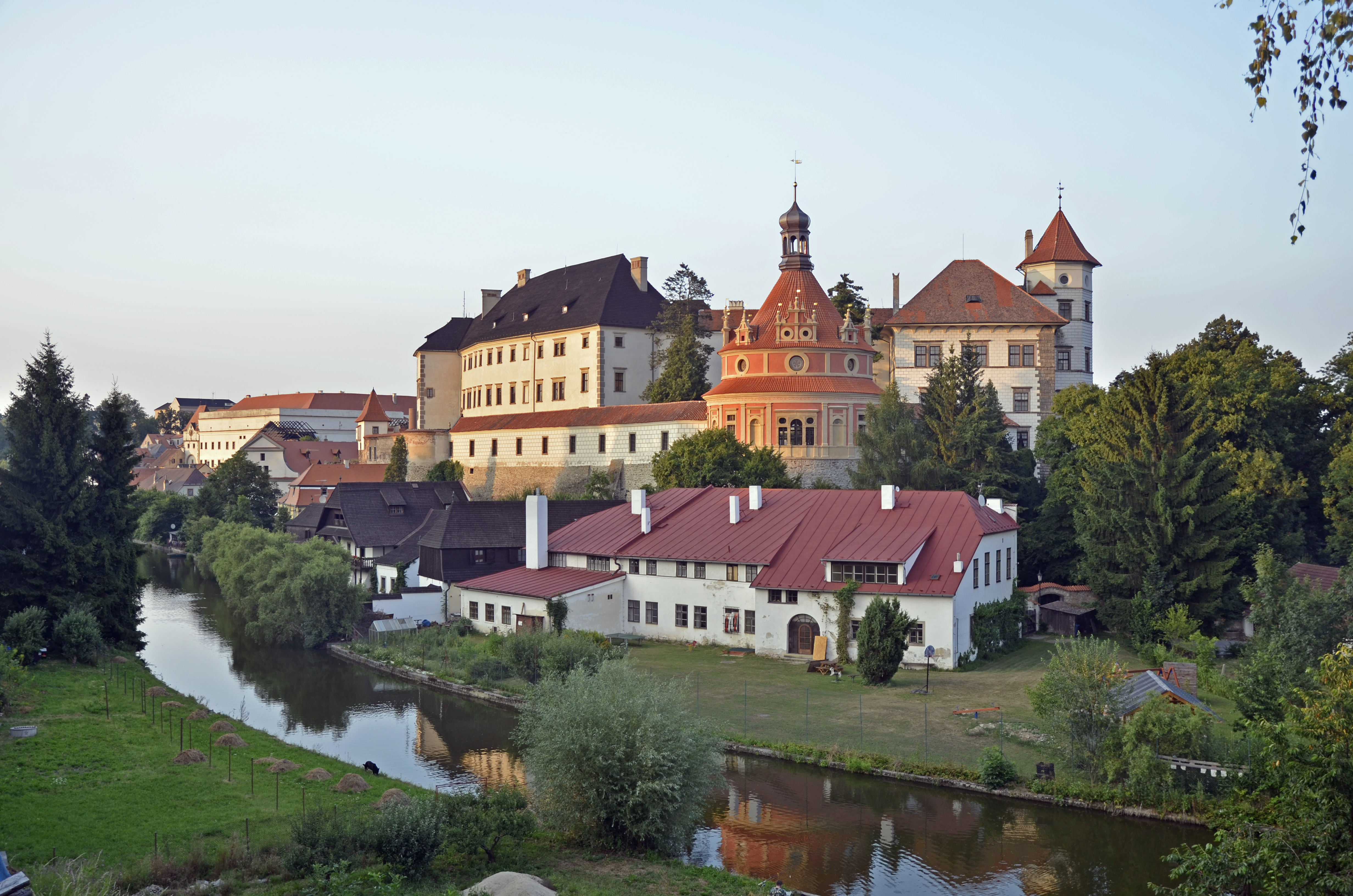
Baldassare Maggi: Schloss Jindřichův Hradec

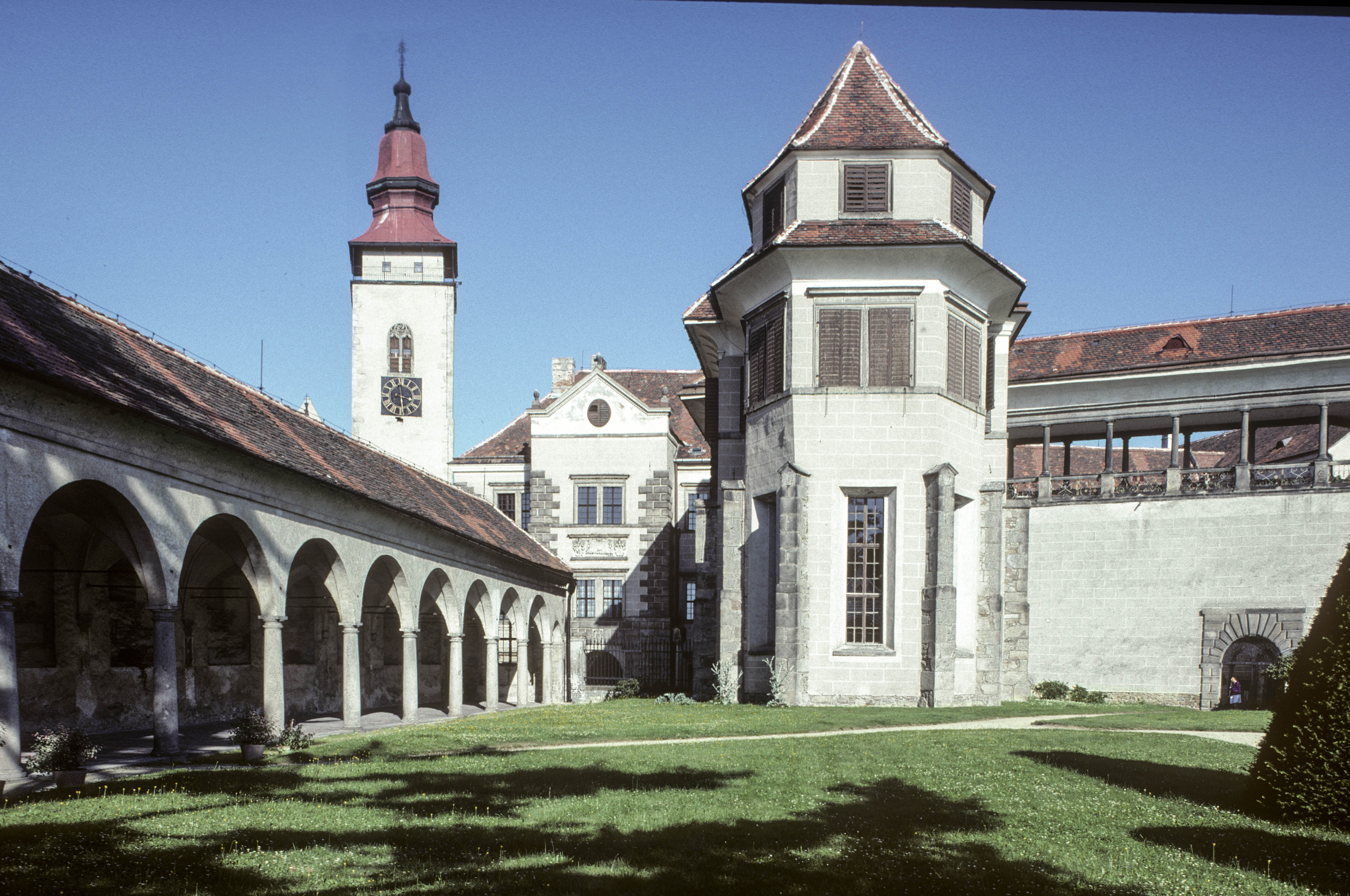
Baldassare Maggi: Schloss Telč

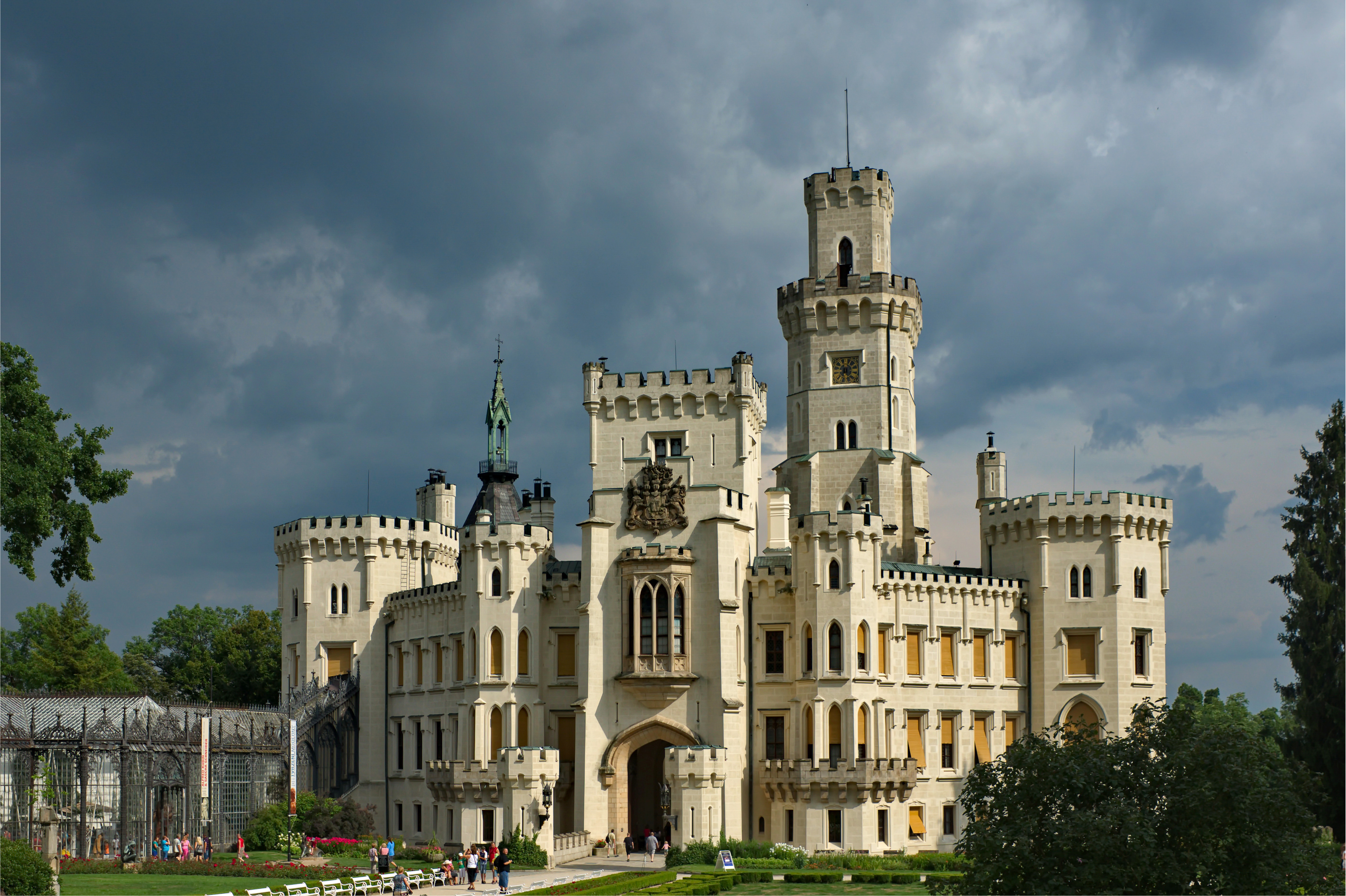
Baldassare Maggi: Schloss Hluboká

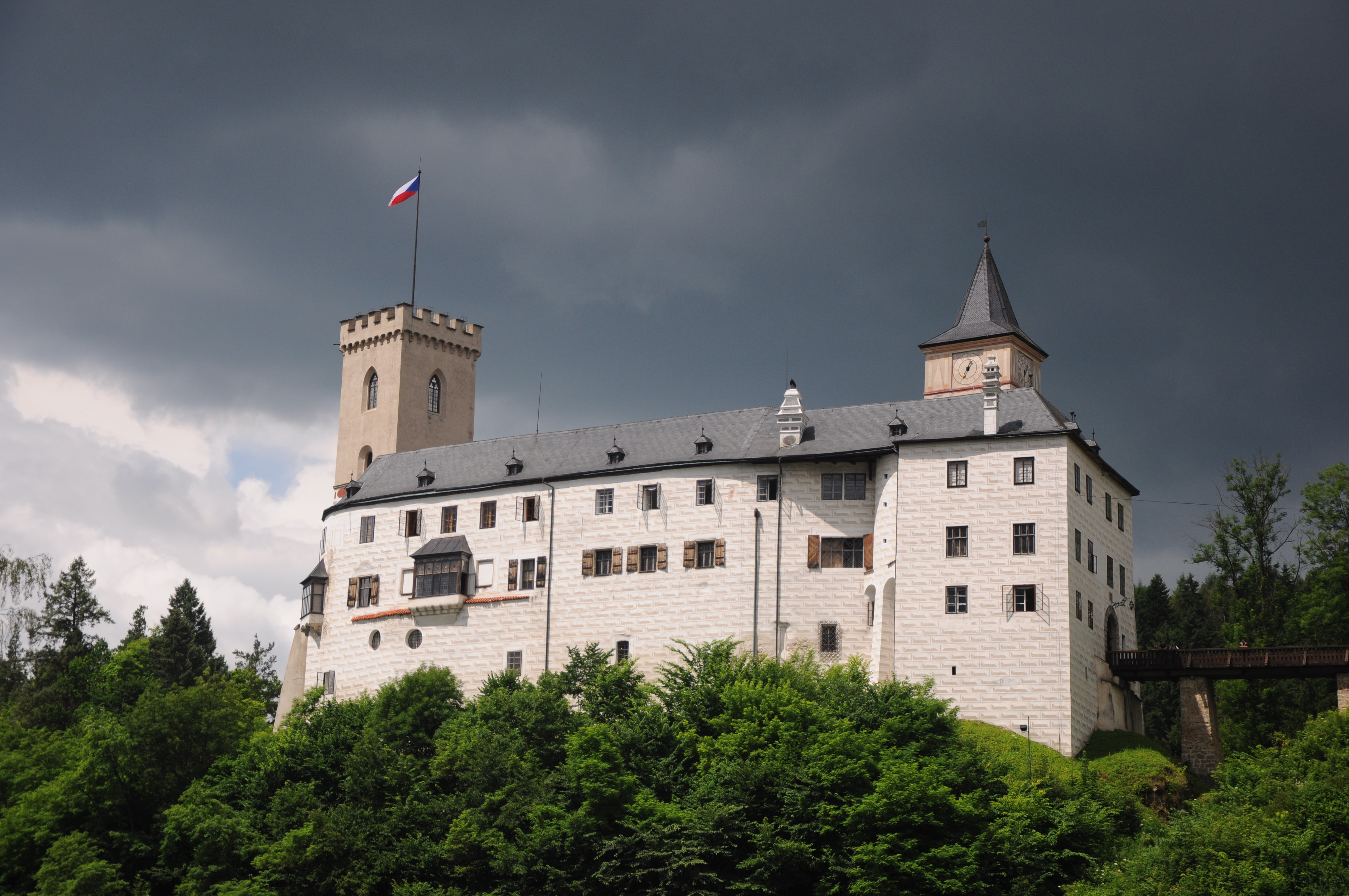
Baldassare Maggi: Schloss Rožmberk nad Vltavou, 1612.

Baldassare Maggi (* vor 1550 in Arogno/Tessin; † 27. März 1629 ebenda) war ein überwiegend in Böhmen und Mähren wirkender Architekt und Baumeister Schweizer Abstammung.

## Leben
Baldassare Maggi war der Sohn von Stefano und dessen Ehefrau Catalina Cometta aus Arogno. Erstmals wird Maggi 1575 erwähnt, als er im Auftrag von Wilhelm von Rosenberg zusammen mit dem Architekten Antonio Ericer, dessen Nachfolger er später wurde, die Umbauten von Schloss Český Krumlov durchführte.
Aus lokalen Aufzeichnungen geht hervor, dass Maggi oft nach Arogno zurückkehrte. Maggis erste Frau, Marta Petrucci, stammte aus dem Nachbarort Maroggia und gebar um 1577 eine Tochter namens Maddalena. 1592 gebar Maggis zweite Frau, Catarina Cometta, den Sohn Stefano, der jedoch bereits im Alter von fünf Jahren starb.
Baldassare Maggi wurde vor allem als Architekt der böhmischen Adelsfamilien Rosenberg und von Neuhaus bekannt. Zu den Mitarbeitern Maggis gehörten seine beiden Schwager Antonio und Domenico Benedetto Cometta aus seinem Heimatort Arogno, der Stuckateur Giovanni Maria Falconi aus dem Nachbarort Rovio und der Maler Antonio Melana aus Melano.

## Werke
Noch erhaltene Werke Maggis (sortiert nach Baubeginn):
- 1575–1590: Schloss Český Krumlov (Schloss Krumau), Umbau des Schlosses zu einer repräsentativen Renaissance-Residenz für den böhmischen Oberstburggrafen Wilhelm von Rosenberg.
- bis 1580: Schloss Telč, Umbau der ehemaligen Burg für den mährischen Landeshauptmann Zacharias von Neuhaus.
- 1580–1596: Schloss Jindřichův Hradec (Schloss Neuhaus), Umbau der ehemals gotischen Burg zu einem repräsentativen Renaissance-Schloss während der Regentschaft von Joachim und Adam II. von Neuhaus zusammen mit Antonio Melana und Antonio Cometta. Es entstanden der Neue Bau und der Spanische Flügel sowie die verbindenden Großen und die Kleinen Arkaden. Das ebenfalls von Baldassare Maggi 1596 geschaffene Rondell ist ein Hauptwerk der böhmischen Renaissance.
- 1581–1584: Schloss Bechyně, Umgestaltung der ehemals gotischen Burg zu einem Renaissance-Schloss für Peter Wok von Rosenberg, der auf dem Schloss bis zum Tod seines Bruders Wilhelm im Jahr 1592 residierte.
- 1583–1589: Schloss Kratochvíle, Umbau zu einem Renaissance-Schloss im Auftrag von Wilhelm von Rosenberg, Malereien von Antonio Melana.
- 1586–1588: Jesuitenkolleg in Český Krumlov (Krumau), Neubau.
- 1600–1612: Burg Rožmberk (Burg Rosenberg), Umbau der Unteren Burg zu einem Renaissance-Schloss im Auftrag Peter Woks von Rosenberg.

Werke Maggis, die später wesentlichen Umbauten unterzogen wurden:
- 1580–1598: Schloss Hluboká nad Vltavou (Schloss Fraunberg), Umbau der ehemaligen Burg zu einem Renaissance-Schloss, das Johann Adolf II. zu Schwarzenberg im 19. Jahrhundert im Stil der Romantik umgestaltete.

Werke, die Maggi zugeschrieben werden:
- 1570er-Jahre: Rathaus in Telč, Umbau mit der Jahreszahl 1574 an der Graffiti-Fassade.
- 1580–84: Burg Helfštýn, Erweiterungen

Werke im Stil Maggis:
- 1588–93: Schloss in Brtnice, Erweiterungen[2]